# 闊帶魮
闊帶魮（学名：Barbus macrotaenia）為輻鰭魚綱鯉形目鯉科的其中一個種。分布於非洲馬拉威湖、雪利河流域，體長可達4公分，棲息在沼澤區，可做為觀賞魚。

## 扩展阅读
維基物種上的相關：闊帶魮